# Copdock
Copdock ist ein Dorf in Civil Parish Copdock and Washbrook im District Babergh in der Grafschaft Suffolk, England. Copdock ist 5 km von Ipswich entfernt. Im Jahr 1961 hatte es eine Bevölkerung von 399 Einwohnern. Aufgrund einer im November 1993 erlassenen Verordnung wurde Copdock zum 1. April 1994 mit dem nördlich angrenzenden Washbrook zum neuen Parish Copdock and Washbrook zusammengeschlossen.